# Listone Giordano
Listone Giordano è un particolare tipo di parquet, marchio brevettato nel 1984.
Nel 1983 la produzione di parquet utilizzava soltanto legno massello, che perdeva nel tempo stabilità per effetto dei cambiamenti climatici. Sulla base di questa osservazione Guglielmo Giordano condusse una serie di esperimenti giungendo alla realizzazione di un parquet industriale di nuova concezione: liste di grandi dimensioni, flessibili e indeformabili, divise in due strati, quello visibile, in legno scelto con criteri estetici, quello inferiore, in betulla, resistente alle deformazioni poiché a prevalenza di fibra trasversale, e più ecologico poiché proveniente da alberi a rapida crescita.
Il prodotto è stato premiato nel 2010 per la collezione "MEDOC" con il "Premio dei Premi per l'innovazione".